# Campeonato Argentino de Voleibol Feminino
O Campeonato Argentino de Voleibol Feminino - Série A  é a principal competição de clubes de voleibol feminino da Argentino. Trata-se de uma das principais ligas nacionais da América. O torneio é organizado pela Federação de Voleibol Argentino (FeVA) e classifica seu campeão ao Campeonato Sul-Americano de Clubes.

## Edição atual
Equipes que disputarão a temporada 2024:

## Equipes participantes
| Equipe                      | Cidade                      | Última participação | Temporada 2023  |
| --------------------------- | --------------------------- | ------------------- | --------------- |
| Boca Juniors                | Buenos Aires                | A1 2023             | 1º              |
| Club San Lorenzo            | Buenos Aires                | A1 2023             | 2º              |
| GELP                        | La Plata                    | A1 2023             | 3º              |
| CEF 5                       | Rioja (cidade da Argentina) | A1 2023             | 4º              |
| Estudiantes de La Plata     | La Plata                    | A1 2023             | 5º              |
| River Plate                 | Buenos Aires                | A1 2023             | 6º              |
| Villa Dora                  | Santa Fé                    | A1 2023             | 7º              |
| Banco Provincia (La Plata)  | La Plata                    | A1 2023             | 8º              |
| Ferro Carril Oeste          | Buenos Aires                | A1 2023             | 1º Play out (A) |
| San José (Entre Ríos)       | Entre Ríos (Argentina)      | A1 2023             | 2º Play out (A) |
| Tucumán de Gimnasia         | São Miguel de Tucumã        | A1 2023             | 3º Play out (A) |
| UNLaM                       | San Justo (Buenos Aires)    | A1 2023             | 1º Play out (B) |
| Náutico Sportivo Avellaneda | Rosário (Argentina)         | A1 2023             | 2º Play out (B) |
| Rosario Sonder              | Rosário (Argentina)         | Estreante           | 1º Liga Federal |
| Vélez Sarsfield             | Buenos Aires                | A1 2022             | 2º Liga Federal |
| Panteritas                  | Buenos Aires                | A1 2023             | 15º             |